# Bestraalde kernbrandstof
Brandstof voor kerncentrales die gebruikt is in een kerncentrale wordt aangeduid met de term bestraalde kernbrandstof. Hierin bevindt zich een breed scala aan elementen, want niet alleen de originele brandstof is nog gedeeltelijk aanwezig, ook de splijtingsproducten en elementen die ontstaan zijn uit aanwezige materialen door invangst van neutronen.

## Inleiding
Afhankelijk van het type kerncentrale en het type brandstof dat gebruikt wordt, varieert de samenstelling van het materiaal dat na gebruik uit de kern gehaald wordt. Het belangrijkste type centrale is de drukwaterreactor. De rest van dit artikel gaat met name over brandstof uit dat type centrale, maar het meeste geldt ook voor andere typen reactoren.
De reden dat splijtstof gewisseld wordt, is meestal niet dat de splijtstof daadwerkelijk "opgebrand" is. Er zit nog steeds bruikbare brandstof in. Het probleem zit hem met name in de aanwezigheid van de splijtingsproducten. Deze kunnen neutronen afvangen en de regeling van de kerncentrale bemoeilijken. De isotoop die hierbij de meeste problemen veroorzaakt is 135Xe. 

## Splijtingsproducten
In een kerncentrale wordt energie opgewekt door kernsplijting. Hierbij wordt de kernbrandstof in kleinere elementen gespleten, waarbij veel energie vrijkomt. 

Een voorbeeld van een splijtingsreactie.

Een bekend splijtbaar isotoop is uranium-235, waarmee vele splijtingsreacties mogelijk zijn. Enkele voorbeelden zijn:
- 235U + 1 neutron {\displaystyle \rightarrow } 2 neutronen + 92Kr + 142Ba + ENERGIE
- 235U + 1 neutron {\displaystyle \rightarrow } 2 neutronen + 94Sr + 140Xe + ENERGIE
- 235U + 1 neutron {\displaystyle \rightarrow } 3 neutronen + 90Kr + 143Ba + ENERGIE

Bij kernsplijting kunnen dus de isotopen 90Kr, 92Kr, 94Sr, 140Xe, 142Ba, en 143Ba gevormd worden. Maar ook nog vele andere. De meeste splijtingsproducten hebben een massa getal rond de 95 of rond de 140. Nagenoeg al deze splijtingsproducten zijn zeer instabiel en hebben een relatief korte halveringstijd, maar een klein aantal kan nog geruime tijd radioactief blijven. In het begin zijn de isotopen die de belangrijkste bijdrage geven de isotopen 137Cs en 90Sr (beide een halveringstijd van ongeveer 30 jaar). Na een jaar of 200 zijn deze isotopen voor het grootste gedeelte vervallen. Omdat een relatief klein aantal elementen verantwoordelijk is voor een groot deel van de activiteit, wordt er onderzoek uitgevoerd naar mogelijkheden om deze elementen te verwijderen uit de splijtstof, om zodoende een zeer kleine hoeveelheid zeer hoog radioactief materiaal over te houden dat zorgvuldig wordt opgeslagen. De rest wordt nog steeds zorgvuldig opgeslagen, maar stelt minder eisen aan de opslag (afscherming).
Enkele splijtingsproducten kunnen tijdens een opwerkingsproces gewonnen worden uit bestraalde kernbrandstof en gebruikt worden. Het bekendste is waarschijnlijk de isotoop 99Mo van molybdeen. Dit radioactieve element vervalt tot 99mTc (een isotoop van technetium), dat veelvuldig wordt gebruikt in de radiodiagnostiek. (Zie hieronder bij hergebruik.)

## Hogere Actiniden
Uranium behoort tot de klasse van elementen die actiniden worden genoemd. Dit zijn de elementen met de atoomnummers 89 t/m 103 (element 89 heet actinium). Uranium is het zwaarste element dat nog (in aanmerkelijke hoeveelheden) in de natuur voor komt. Door invangst van neutronen en daaropvolgende kernreacties worden in een kerncentrale uit uranium zwaardere elementen gevormd, die wel als "hogere Actiniden" worden aangeduid. Dit zijn allemaal elementen zonder stabiel isotoop en deze zijn dus alle radioactief. Sommigen hebben echter een zeer lange halveringstijd (van tienduizenden tot wel miljoenen jaren) en vormen het belangrijkste probleem op lange termijn voor de opslag van bestraalde kernbrandstof.
Van de hogere actiniden die gevormd worden in kerncentrales staat plutonium het meest in de belangstelling. Met name de isotoop plutonium-239 omdat deze een belangrijke grondstof voor bepaalde types atoombommen vormt. De Fat Man was een plutonium-bom. Het plutonium kan echter ook voor vreedzame doeleinden gebruikt worden door het in kerncentrales als brandstof te gebruiken, bijvoorbeeld gemengd met uranium als MOX-brandstof. De productie van plutonium is een van de belangrijkste doelstellingen van een kweekreactor, een bijzonder type kerncentrale die tegelijk energie produceert en tevens nieuwe brandstof (plutonium). Het doel hierbij is om meer brandstof te produceren dan er wordt verbruikt.

## Activeringsproducten
Buiten het aanwezige kernmateriaal (uranium) kunnen de neutronen ook ingevangen worden door andere materialen die onderdeel uitmaken van een kerncentrale. Zo kan waterstof in het water dat vaak als koelmiddel en moderator aanwezig is, neutronen opvangen en omgezet worden in deuterium of tritium. Dit blijft echter in de kerncentrale en daarmee niet relevant voor de verdere verwerking van de kernbrandstof.
Waar nog wel rekening mee moet worden gehouden zijn de activeringsproducten in de constructie-onderdelen van de splijtstofelementen. Meestal worden deze omgeven door een bekleding van staal of een zirkonium-legering. Deze legeringen zijn zodanig gekozen om het aantal activeringsproducten te minimaliseren, maar toch zullen daar door neutronenvangst isotopen als 60Co en 55Fe worden gevormd. Met name het 60Co is daarbij vervelend, vanwege de hoog energetische fotonen dat door dat isotoop worden uitgezonden.

## Hergebruik
Een deel van het materiaal dat overblijft in de brandstofstaven, nadat deze definitief verwijderd worden, kan worden hergebruikt. Of dit ook daadwerkelijk gedaan wordt hangt van veel factoren af. In deze paragraaf worden een aantal technische mogelijkheden aangegeven, of deze ook daadwerkelijk worden toegepast hangt onder meer af van de vraag of het commercieel interessant genoeg is. Bovendien is het in bijvoorbeeld Amerika niet toegestaan om plutonium te winnen uit bestraalde kernbrandstof, omdat gevreesd wordt dat dit in verkeerde handen zou kunnen vallen.
Van de bestraalde kernbrandstof is het grootste aandeel (95%) nog steeds uranium. Hiervan is het grootste gedeelte het niet(-direct) splijtbare 238U dat gebruikt kan worden in een kweekreactor. Een gedeelte van het 235U is ook nog aanwezig en kan na verrijking weer gebruikt worden in de meeste andere kernreactoren.
Van de gevormde actiniden is ook een gedeelte geschikt voor hergebruik. De isotoop 239Pu kan zoals boven vermeld ingezet worden als MOX-brandstof. 238Pu wordt gebruikt als energiebron in ruimtevaartuigen. Na gebruik in een kerncentrale bestaat de brandstof voor ongeveer 1% uit plutonium. De overige actiniden zijn in nog veel kleinere hoeveelheden aanwezig.
Het aanwezige neptunium bevat ook een splijtbaar isotoop: 237Np dat als brandstof ingezet kan worden. Van de overige isotopen heeft alleen 236Np een halveringstijd die lang genoeg is om dit aan te treffen. 241Am werd veelvuldig toegepast in rookmelders, hoewel dat tegenwoordig niet meer is toegestaan. Andere isotopen van americium worden in de medische wetenschap toegepast. De overige actiniden worden nagenoeg uitsluitend gebruikt voor wetenschappelijk onderzoek, hoewel 252 nog toepassing vindt als calibratiebron voor neutronendetectoren. Van alle actiniden heeft 241Am de grootste bijdrage aan de activiteit van het afval.
In andere typen kerncentrales die nog in ontwikkeling zijn, kunnen alle actiniden zwaarder dan plutonium gebruikt worden om energie op te wekken. Als deze typen centrales eenmaal op commerciële basis kunnen worden ingezet, is het mogelijk om deze lang-levende isotopen kwijt te raken en er bovendien nog energie uit te halen. Hiermee kan de brandstofcyclus worden "gesloten", dat wil zeggen er wordt voor gezorgd dat er alleen nog maar (relatief) kort-levende splijtingsproducten overblijven.
Van de splijtingsproducten (de overige 4%) kan ook een gedeelte gewonnen worden om toe te passen. Het belangrijkste gedeelte hiervan is 99Mo voor radiodiagnostiek, maar ook 137Cs vindt toepassing in de radiotherapie. (Hoewel van beide eigenlijk het vervalproduct gebruikt wordt; maar omdat die een te korte halveringstijd heeft, wordt op locatie het vervalproduct gescheiden van de moeder). Van de overige splijtingsproducten wordt ook nog een deel gebruikt in de radiotherapie of -diagnostiek of voor industriële toepassingen.
Van deze splijtingsproducten is het de vraag hoe zinvol het is om deze uit de kernbrandstof terug te winnen, in plaats van deze gewoon op te slaan. Met name het feit dat deze producten vaak een korte halveringstijd hebben, maken het niet interessant om te wachten tot de kern is opgebrand en deze er dan uit te halen. In de hogefluxreactor van Petten worden diverse radio-isotopen geproduceerd door aparte uranium plaatjes een tijdlang met neutronen uit de kerncentrale te beschieten om een gedeelte van het uranium te splijten. Nadat er voldoende van de benodigde isotopen gevormd zijn, wordt het plaatje verwijderd en worden de isotopen "geoogst". Op deze manier wordt veel efficiënter gebruikgemaakt van het uranium, voor de productie van deze isotopen.
De materialen die niet worden hergebruikt, worden als radio-actief materiaal opgeslagen. Hiervan wordt het grootste gedeelte gevormd door de zeer actieve (maar daardoor kort-levende) splijtingsproducten. Opslag van opgebruikte kernbrandstof gebeurt in Nederland bij de COVRA.